# 印度联合银行
印度联合银行（United Bank of India）是印度政府所有的金融服务公司，总部设在印度加尔各答。目前，该银行拥有三级组织机构，包括加尔各答总部，36个地区办事处和遍布印度的2054个分支机构。然而，它主要存在于印度东部。该银行拥有三家正式的海外分行，分别位于加尔各答、新德里和孟买。印度联合银行现在旨在扩大其国际活动。  
2009年3月30日，印度政府批准重组印度联合银行。 政府计划在3月31日之前投资25亿卢比，并在下一财政年度再投资55亿美元在一级资本工具中。此举是印度政府改善国有银行资本基础的计划的一部分。2017年11月22日，印度联合银行获得SEBI批准，通过QIP获得1,000亿卢比的股权发行，印度联合银行表示，通过机构配售方式，已获得SEBI批准发行价值1,000亿卢比的股权。

## 参看
- 印度银行列表